# Ray Ferraro
Raymond Ferraro, född 23 augusti 1964 i Trail, British Columbia, Kanada, är en kanadensisk före detta professionell ishockeyspelare som hade flera framgångsrika juniorår, under ett av dem gjorde han 108 mål på 72 matcher, bäst av alla i WHL den säsongen. Därefter spelade han i NHL. Mellan 1984 och 2002 spelade han 1258 NHL-matcher för Hartford Whalers, New York Islanders, New York Rangers, Los Angeles Kings, Atlanta Thrashers och St. Louis Blues och gjorde 408 mål och 490 assist för totalt 898 poäng. Han hade också 1288 utvisningsminuter.
Han är far till ishockeyspelaren Landon Ferraro.